# Indopadilla
Genre
Indopadilla est un genre d'araignées aranéomorphes de la famille des Salticidae.

## Distribution
Les espèces de ce genre se rencontrent en Asie et en Océanie.

## Liste des espèces
Selon World Spider Catalog (version 26, 23/05/2025) :
- Indopadilla abramovi Logunov, 2024
- Indopadilla annamita (Simon, 1903)
- Indopadilla bamilin Maddison, 2020
- Indopadilla cuc Wang, Li & Pham, 2023
- Indopadilla darjeeling Caleb & Sankaran, 2019
- Indopadilla insularis (Malamel, Sankaran & Sebastian, 2015)
- Indopadilla kahariana (Prószyński & Deeleman-Reinhold, 2013)
- Indopadilla kanniyakumari Kadam & Tripathi, 2024
- Indopadilla kodagura Maddison, 2020
- Indopadilla namkarensis Hoang, 2025
- Indopadilla nesinor Maddison, 2020
- Indopadilla phantoani Hoang & Zhang, 2023
- Indopadilla redunca Maddison, 2020
- Indopadilla redynis Maddison, 2020
- Indopadilla retsivn Hoang, Phan & Vo, 2024
- Indopadilla sabivia Maddison, 2020
- Indopadilla songi Wang & Li, 2023
- Indopadilla sonsorol (Berry, Beatty & Prószyński, 1997)
- Indopadilla suhartoi (Prószyński & Deeleman-Reinhold, 2013)
- Indopadilla thorelli (Simon, 1901)
- Indopadilla vimedaba Maddison, 2020
- Indopadilla yokdon Hoang, Phan & Vo, 2024

## Systématique et taxinomie
Ce genre a été décrit par Caleb et Sankaran en 2019 dans les Salticidae.

## Publication originale
- Caleb, Sankaran, Nafin & Acharya, 2019 : « Indopadilla, a new jumping spider genus from India (Araneae: Salticidae). » Arthropoda Selecta, vol. 28, no 4, p. 567-574 (texte intégral).